# Цване (Грузия)
Цване (груз. ცვანე) — село в Грузии, на территории Зугдидского муниципалитета края (мхаре) Самегрело-Верхняя Сванетия.

## География
Село находится в западной части Грузии, к востоку от побережья Чёрного моря, на расстоянии приблизительно 19 километров (по прямой) к юго-западу от города Зугдиди, административного центра муниципалитета. Абсолютная высота — 4 метра над уровнем моря.

## Население
По результатам официальной переписи населения 2014 года в Цване проживало 394 человека (207 мужчин и 187 женщин). В национальной структуре населения грузины составляли 99,5 %.
| Год  | Население, человек |
| ---- | ------------------ |
| 2002 | 541                |
| 2014 | ↘ 394              |